# Enclosed CJK Letters and Months
Enclosed CJK Letters and Months è un blocco Unicode. È costituito da 254 caratteri compresi nell'intervallo U+3200-U+32FF.
Comprende le versioni di caratteri katakana, hangŭl o caratteri CJK circondate da cerchi o parentesi. Oltre alle versioni cerchiate dei numeri da 21 a 50 (i precedenti si trovano nel blocco Enclosed Alphanumerics), contiene alcune abbreviazioni latine e i simboli telegrafici per i mesi. Le versioni con fondo quadrato nero dei numeri cerchiati da 10 a 80 sono mutuati dallo standard ARIB STD-B24 e indicano limiti di velocità espressi in chilometri orari.
U+32FF è stato riservato per indicare l'era del Giappone in vigore a partire dal 2019.

## Tabella compatta di caratteri

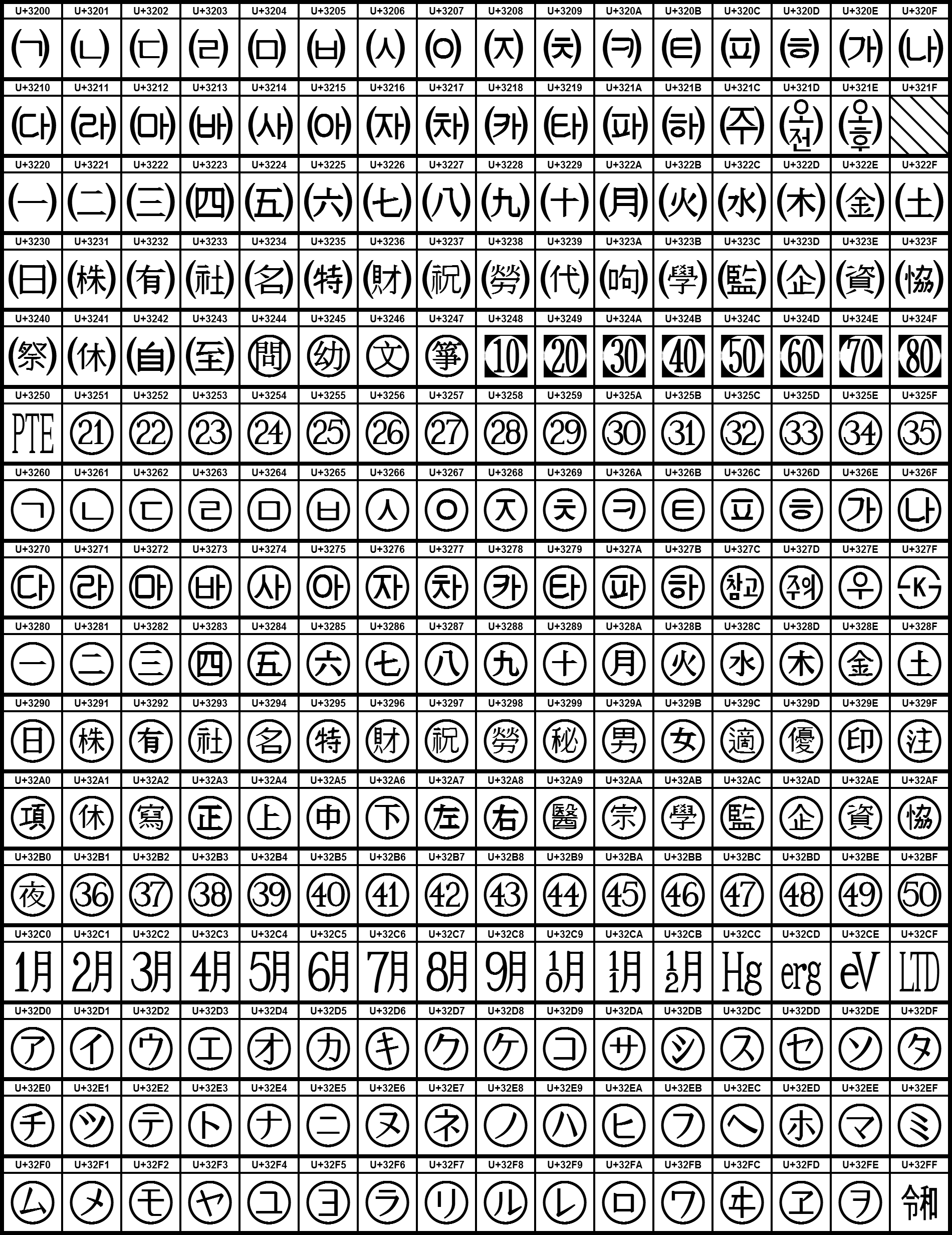
Enclosed CJK Letters and Months

|     | 0  | 1  | 2  | 3  | 4  | 5  | 6  | 7  | 8  | 9  | A  | B  | C  | D  | E  | F  |
| --- | -- | -- | -- | -- | -- | -- | -- | -- | -- | -- | -- | -- | -- | -- | -- | -- |
| 320 | ㈀ | ㈁ | ㈂ | ㈃ | ㈄ | ㈅ | ㈆ | ㈇ | ㈈ | ㈉ | ㈊ | ㈋ | ㈌ | ㈍ | ㈎ | ㈏ |
| 321 | ㈐ | ㈑ | ㈒ | ㈓ | ㈔ | ㈕ | ㈖ | ㈗ | ㈘ | ㈙ | ㈚ | ㈛ | ㈜ | ㈝ | ㈞ | ㈟  |
| 322 | ㈠ | ㈡ | ㈢ | ㈣ | ㈤ | ㈥ | ㈦ | ㈧ | ㈨ | ㈩ | ㈪ | ㈫ | ㈬ | ㈭ | ㈮ | ㈯ |
| 323 | ㈰ | ㈱ | ㈲ | ㈳ | ㈴ | ㈵ | ㈶ | ㈷ | ㈸ | ㈹ | ㈺ | ㈻ | ㈼ | ㈽ | ㈾ | ㈿ |
| 324 | ㉀ | ㉁ | ㉂ | ㉃ | ㉄ | ㉅ | ㉆ | ㉇ | ㉈  | ㉉  | ㉊  | ㉋  | ㉌  | ㉍  | ㉎  | ㉏  |
| 325 | ㉐ | ㉑ | ㉒ | ㉓ | ㉔ | ㉕ | ㉖ | ㉗ | ㉘ | ㉙ | ㉚ | ㉛ | ㉜ | ㉝ | ㉞ | ㉟ |
| 326 | ㉠ | ㉡ | ㉢ | ㉣ | ㉤ | ㉥ | ㉦ | ㉧ | ㉨ | ㉩ | ㉪ | ㉫ | ㉬ | ㉭ | ㉮ | ㉯ |
| 327 | ㉰ | ㉱ | ㉲ | ㉳ | ㉴ | ㉵ | ㉶ | ㉷ | ㉸ | ㉹ | ㉺ | ㉻ | ㉼ | ㉽ | ㉾ | ㉿ |
| 328 | ㊀ | ㊁ | ㊂ | ㊃ | ㊄ | ㊅ | ㊆ | ㊇ | ㊈ | ㊉ | ㊊ | ㊋ | ㊌ | ㊍ | ㊎ | ㊏ |
| 329 | ㊐ | ㊑ | ㊒ | ㊓ | ㊔ | ㊕ | ㊖ | ㊗ | ㊘ | ㊙ | ㊚ | ㊛ | ㊜ | ㊝ | ㊞ | ㊟ |
| 32A | ㊠ | ㊡ | ㊢ | ㊣ | ㊤ | ㊥ | ㊦ | ㊧ | ㊨ | ㊩ | ㊪ | ㊫ | ㊬ | ㊭ | ㊮ | ㊯ |
| 32B | ㊰ | ㊱ | ㊲ | ㊳ | ㊴ | ㊵ | ㊶ | ㊷ | ㊸ | ㊹ | ㊺ | ㊻ | ㊼ | ㊽ | ㊾ | ㊿ |
| 32C | ㋀ | ㋁ | ㋂ | ㋃ | ㋄ | ㋅ | ㋆ | ㋇ | ㋈ | ㋉ | ㋊ | ㋋ | ㋌ | ㋍ | ㋎ | ㋏ |
| 32D | ㋐ | ㋑ | ㋒ | ㋓ | ㋔ | ㋕ | ㋖ | ㋗ | ㋘ | ㋙ | ㋚ | ㋛ | ㋜ | ㋝ | ㋞ | ㋟ |
| 32E | ㋠ | ㋡ | ㋢ | ㋣ | ㋤ | ㋥ | ㋦ | ㋧ | ㋨ | ㋩ | ㋪ | ㋫ | ㋬ | ㋭ | ㋮ | ㋯ |
| 32F | ㋰ | ㋱ | ㋲ | ㋳ | ㋴ | ㋵ | ㋶ | ㋷ | ㋸ | ㋹ | ㋺ | ㋻ | ㋼ | ㋽ | ㋾ |    |